# ياروسلاف بينش
ياروسلاف بينش (بالتشيكية: Jaroslav Beneš)‏ هو مصور تشيكي، ولد في 27 فبراير 1946 في بلزن في التشيك.

## وصلات خارجية
- الموقع الرسمي